# Arcoppia dissimiloides
Arcoppia dissimiloides är en kvalsterart som först beskrevs av Sellnick 1925.  Arcoppia dissimiloides ingår i släktet Arcoppia och familjen Oppiidae. Inga underarter finns listade i Catalogue of Life.